# Camille Pierre Alexis Paganel
Pour les articles homonymes, voir Paganel.
Camille Pierre Alexis Paganel, né le 10 fructidor an III (le 27 août 1795) à Paris (ancien 10e arrondissement), mort le 17 décembre 1859 à Paris (ancien 2e arrondissement), est un avocat, magistrat, homme politique et historien français de la première moitié du  XIXe siècle. 

## Biographie
Son père, Pierre Paganel, est député du Lot-et-Garonne durant la Révolution française entre 1791 et 1795, à l'Assemblée nationale législative et à la Convention nationale, où il vote la mort avec sursis de Louis XVI, exilé en Belgique, frappé par la loi du 12 janvier 1816. 
Le 18 juin 1821, il épouse Guillaumine Sensst de Pilsach. 
Il est avocat en 1816. Rallié à la Monarchie de Juillet, il est juge suppléant au tribunal de première instance de la Seine en 1830, puis maitre des requêtes au Conseil d’État en 1832. Il est député de Lot-et-Garonne de 1834 à 1846, siégeant dans la majorité conservatrice. Il est secrétaire général du ministère de l'Agriculture en 1840 puis directeur des haras. Membre de plusieurs sociétés savantes, il est l'auteur d'ouvrages d'histoire.

## Récompenses et distinctions

### Décorations
- Commandeur de la Légion d'honneur

## Œuvres
- Coup d’œil sur l'état politique de l'Europe en 1819
- De l'Espagne et de la liberté, 1820
- Théodora, ou la Famille chrétienne, 1825
- Essai sur l'établissement monarchique de Napoléon, 1836